# هاسول (کلرادو)
هاسول (به انگلیسی: Haswell) شهری در ایالت کلرادو کشور ایالات متحده آمریکا است که جمعیت آن در سرشماری سال ۲۰۱۰ میلادی، ۶۸ نفر بوده‌است.

## نگارخانه

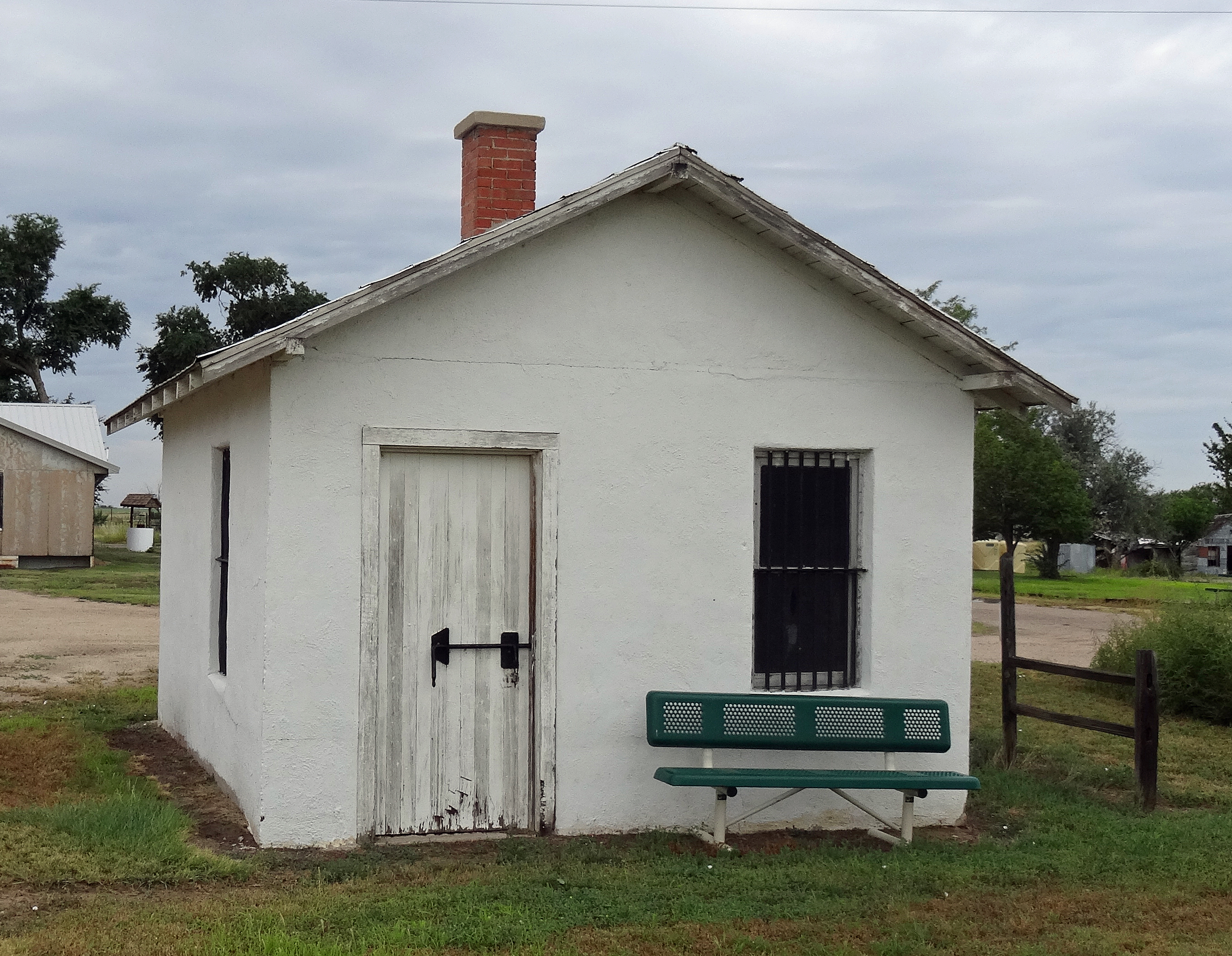
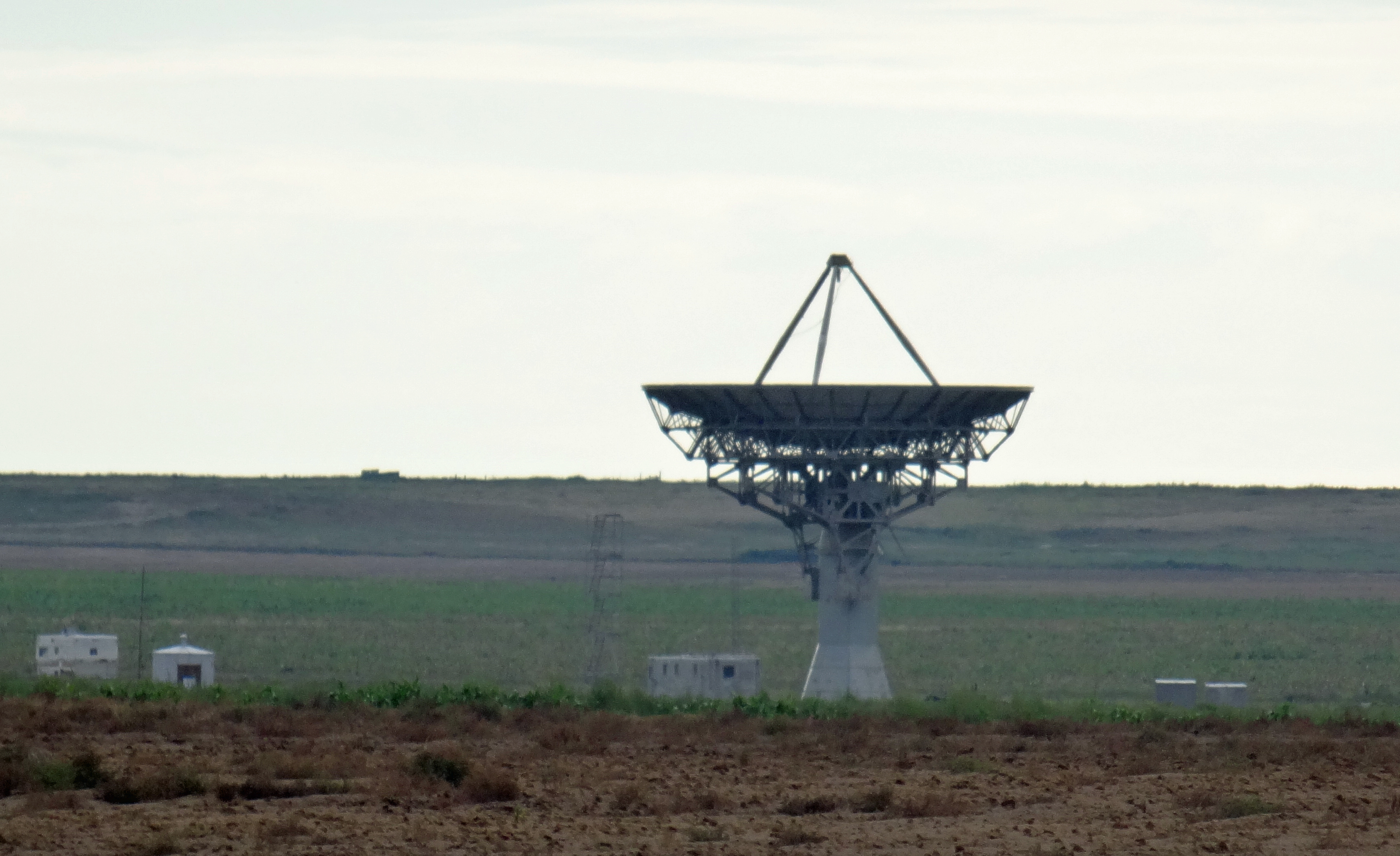